# Bahnhof Karlsruhe-Knielingen
Der Bahnhof Karlsruhe-Knielingen ist ein Bahnhof im Karlsruher Stadtteil Knielingen, welcher von Zügen des Personennahverkehrs bedient wird.
Im südlichen Bahnhofskopf zweigt die eingleisige, an dieser Stelle nur mehr im Güterverkehr genutzte Strecke nach Neureut von der zweigleisigen Bahnstrecke Winden–Karlsruhe ab.

## Geschichte
Als in Folge des Neubaus der Rheinbrücke bei Maxau die Maxaubahn neu trassiert wurde, wurde der Bahnhof 1938 als Ersatz für den ab 1862 bestehenden Bahnhof in der heutigen Lauterburger Straße (Lage) in Betrieb genommen.
2017 modernisierte die Deutsche Bahn für 1,7 Millionen Euro die beiden Bahnsteige. Diese wurden erhöht und mit einem Bodenleitsystem und neuer Bahnsteigausstattung und -beleuchtung ausgestattet.

## Verkehr
Der Bahnhof wird von Zügen der DB Regio, davon einzelne Züge der S-Bahn Rhein-Neckar, bedient:
| Linie | Strecke | Taktfrequenz  |
| ----- | --- | ------------- |
| RE 6  | Karlsruhe Hauptbahnhof – Karlsruhe-Knielingen – Wörth – Winden – Landau – Neustadt (Weinstraße)                                 | einzelne Züge |
| RB 51 | Karlsruhe Hauptbahnhof – Karlsruhe-Knielingen – Wörth – Winden – Landau – Neustadt (Weinstraße)                                 | 60 Minuten    |
| RB 54 | Karlsruhe Hauptbahnhof – Karlsruhe-Knielingen – Winden – Bad Bergzabern                                                         | einzelne Züge |
| S 3   | Karlsruhe Hauptbahnhof – Karlsruhe-Knielingen – Wörth – Germersheim – Speyer – Schifferstadt – Ludwigshafen – Ludwigshafen BASF | einzelne Züge |